# Équipe cycliste General Store-Essegibi-F.lli Curia
 (août 2022).
L'équipe cycliste General Store-Essegibi-F.lli Curia est une équipe cycliste italienne, ayant le statut d'équipe continentale.

## Principales victoires

### Courses d'un jour
- Trofeo Alcide Degasperi : 2021 (Riccardo Lucca)
- Coppa della Pace : 2024 (Kevin Pezzo Rosola)
- Gran Premio Capodarco : 2024 (Filippo D'Aiuto)

### Championnats nationaux
- Championnats de Serbie sur route : 1
  - Course en ligne espoirs : 2024 (Vladimir Milošević)

## Classements UCI
L'équipe participe aux épreuves des circuits continentaux et en particulier de l'UCI Europe Tour. Les tableaux ci-dessous présentent les classements de l'équipe sur les différents circuits, ainsi que son meilleur coureur au classement individuel.
UCI Europe Tour
| UCI Europe Tour | UCI Europe Tour        | UCI Europe Tour                           | UCI Europe Tour |
| Année           | Classement par équipes | Meilleur coureur au classement individuel |                 |
| --------------- | ---------------------- | ----------------------------------------- | --------------- |
| 2020            | 75e                    | Matteo Baseggio (674e)                    |                 |
| 2021            | 72e                    | Riccardo Lucca (660e)                     |                 |
| 2022            | 80e                    | Francesco Busatto (460e)                  |                 |
| 2023            | 86e                    | -                                         |                 |
|                 |                        |                                           |                 |
| Source : UCI    |                        |                                           |                 |

L'équipe est également classée au Classement mondial UCI qui prend en compte toutes les épreuves UCI et concerne toutes les équipes UCI.
| Classement mondial | Classement mondial     | Classement mondial                        | Classement mondial |
| Année              | Classement par équipes | Meilleur coureur au classement individuel |                    |
| ------------------ | ---------------------- | ----------------------------------------- | ------------------ |
| 2020               | 122e                   | Matteo Baseggio (848e)                    |                    |
| 2021               | 113e                   | Riccardo Lucca (855e)                     |                    |
| 2022               | 134e                   | Francesco Busatto (590e)                  |                    |
| 2023               | 163e                   | Tommaso Bergagna (1164e)                  |                    |
| 2024               | -                      | Filippo D'Aiuto (804e)                    |                    |
|                    |                        |                                           |                    |
| Source : UCI       |                        |                                           |                    |

## General Store-Essegibi-F.lli Curia en 2022
| Cycliste                 | Date de naissance | Nationalité | Équipe 2021                        |  |
| ------------------------ | ----------------- | ----------- | ---------------------------------- |  |
| Francesco Busatto        | 1er novembre 2002 | Italie      |                                    |  |
| Gianmarco Carpene        | 1er août 2003     | Italie      |                                    |  |
| Samuele Carpene          | 31 mars 2000      | Italie      | General Store-Essegibi-F.lli Curia |  |
| Filippo D'Aiuto          | 21 mars 2002      | Italie      |                                    |  |
| Samuele Disconzi         | 23 octobre 2003   | Italie      |                                    |  |
| Carlo Francesco Favretto | 18 juin 2001      | Italie      |                                    |  |
| Riccardo Florian         | 29 mars 2003      | Italie      |                                    |  |
| Marco Palomba            | 5 mai 2002        | Italie      | General Store-Essegibi-F.lli Curia |  |
| Alessandro Pasquoto      | 2 mai 2003        | Italie      |                                    |  |
| Vojislav Peric           | 8 novembre 2001   | Ukraine     | D'Amico-UM Tools                   |  |
| Ettore Pozza             | 16 juillet 1999   | Italie      | General Store-Essegibi-F.lli Curia |  |
| Ricardo Tosin            | 21 janvier 1998   | Italie      | General Store-Essegibi-F.lli Curia |  |
| Davide Vignato           | 24 août 2000      | Italie      | General Store-Essegibi-F.lli Curia |  |
| Michael Zecchin          | 19 juillet 2001   | Italie      | Work Service Marchiol Vega         |  |